# Sofia Lundberg
Sofia Lundberg (* 1974) ist eine schwedische Schriftstellerin.

## Leben
Sofia Lundberg besuchte das Carlforsska-Gymnasium in Västerås. 2000 erwarb sie einen Bachelor in Journalismus, anschließend arbeitete sie als Journalistin in Stockholm.
2015 veröffentlichte sie mit Das rote Adressbuch ihren Debütroman; die Rechte dafür wurden in mehr als 30 Länder verkauft. 2018 erschien die von Kerstin Schöps ins Deutsche übersetzte Fassung im Goldmann Verlag. Das Buch wurde von Beate Himmelstoß und Susanne Schroeder gelesen im Hörverlag auch als Hörbuch veröffentlicht. In der Schweiz landete der Roman auf der von GfK ermittelten Buch-Jahresbestsellerliste 2020 in der Kategorie Taschenbuch Belletristik auf dem dritten Platz. In Deutschland wurde der Roman 2020 auf der Spiegel-Paperback-Jahresbestsellerliste in der Kategorie Taschenbuch Belletristik auf Platz 17 gelistet.
Mit Ein halbes Herz folgte 2020 die deutschsprachige Übersetzung ihres zweiten Romans. 2021 erschien die deutschsprachige Ausgabe ihres dritten Romans Der Weg nach Hause. Ebenfalls 2021 wurde in Schweden ihr vierter Roman Som en fjäder i vinden veröffentlicht.
Gemeinsam mit Alyson Richman und M.J. Rose schrieb sie den Roman Hilma über die Malerin Hilma af Klint, der im März 2023 im Piper Verlag veröffentlicht wurde.

## Publikationen (Auswahl)
- 2015: Den röda adressboken. Forum, Stockholm
  - 2018: Das rote Adressbuch aus dem Schwedischen von Kerstin Schöps, Goldmann Verlag, München 2018, ISBN 978-3-442-31499-7
  - 2018: Das rote Adressbuch, gelesen von Beate Himmelstoß und Susanne Schroeder, Der Hörverlag, München 2018, ISBN 978-3-8445-3020-9
- 2018: Ett frågetecken är ett halvt hjärta, Forum, Stockholm
  - 2020: Ein halbes Herz, aus dem Schwedischen von Kerstin Schöps, Goldmann Verlag, München 2018, ISBN 978-3-442-31494-2
- 2019: Och eken står där än. Forum, Stockholm
  - 2021: Der Weg nach Hause, aus dem Schwedischen von Kerstin Schöps, Goldmann Verlag, München 2021, ISBN 978-3-442-31643-4
- 2021: Som en fjäder i vinden. Forum, Stockholm
- 2021: Loui och Rio. Kampen mot tramset. Rabén & Sjögren, Stockholm
- 2023: Hilma, Roman mit Alyson Richman und M. J. Rose, The Friday Night Club: A Novel of Artist Hilma AF Klint and Her Creative Circle, übersetzt von Karin Dufner, Piper, München 2023, ISBN 978-3-492-07139-0